# Mohamed Abdul Rauf
Mohamed Abdul Rauf fue un diplomático indio.
- Fue alumno de la en:Basic Education High School No. 6 Botataung en sus tiempos llamado: St. Paul's High School, Rangoon y del Worcester College.
- Desde 1924 fue en:Bachelor of Laws.
- Desde 1925 fue Bachelor of Civil Law de la Universidad Oxford.
- Desde enero de 1924 era Barrister y miembro del Middle Temple.
- Desde 1935 era Doctor en Derecho del Trinity College (Dublín)
- Hasta finales de 1941 practicó como barrister en el Tribunal Superior de Rangún.
- De 1942 a 1945 practicó como barrister en el en:Allahabad High Court.
- De noviembre de 1946 al 15 de agosto de 1947 (independencia de India) fue miembro de la Judicatura del Tribunal de Apelación de ingresos de impuestos; Representante del Gobierno de Luis Mountbatten en  Rangún.
- Del 15 de agosto de 1947 al 04 de enero de 1948 (independencia de Myanmar) fue Alto Comisionado de Indian en  Rangún
- Del 04 de enero de 1948 al  25 de julio de 1952  fue embajador en Rangún.[1]
- Del  25 de julio de 1952 al  05 de septiembre de 1958  fue embajador en Tokio.[2]
- Del   05 de septiembre de 1958 al 01 de noviembre de 1961 fue embajador en Bruselas.
- Del   29 de diciembre de 1961 al 30 de agosto de 1964 fue embajador en Berna.[3]